# Eriauchenius spiceri
Eriauchenius spiceri is een spinnensoort uit de familie Archaeidae. De soort komt voor in Madagaskar.